# گل مینا
گل مینا (نام علمی: Leucanthemum) نام یک سرده از تیره کاسنیان از راسته میناسانان است. این گل در شمال ایران رویش فراوانی دارد.ولی در شهر تاریخی کهریزسنگ که از قدمت چند هزار ساله برخوردار است این گل به عنوان نماد کشاورزی شهر بوده و این شهر معروف به شهر گل مینا است. طول گیاه ۳ تا ۶ اینچ، با گل‌های زرد لیمویی که میوه‌ای با روپوش مودار می‌باشد.

## کاربردهای دارویی
این گیاه دارای خاصیت دارویی است و در درمان سردردهای میگرنی بسیار مؤثر است. از دانهٔ این گیاه روغن گل مینا یا EPO تهیه کرده در کشورهای اروپایی در داروخانه بنام کپسول اپو به فروش می‌رسد. اپوکپسول حاوی ۲۵۰ میلی‌گرم یا ۵۰۰ میلی‌گرم روغن گل مینا است. علاوه بر این مخلوط روغن گل مینا + ویتامین E به نام Efamol و نیز مخلوط روغن گل مینا + روغن ماهی را به نام Marin cap به فروش می‌رسانند.
روغن گل مینا حاوی اسیدهای چرب ضروری از نوع اسید لینولئیک (۷۰ درصد) و اسید گامالینوئیک (۹ درصد) می‌باشد. اسیدهای چرب ضروری برای رشد و تکثیر سلول‌های بدن ضروری هستند.
این داروها در موارد زیر کاربرد دارند:
- در سندرم پیش قاعدگی
- درمان درد پستان = ماستالژی
- درمان مالتیپل اسکلروز
- درمان بی اشتهایی و بی اشتهایی شدید که در مالیخولیا دیده می‌شود.
- درمان اگزمای آتوپیک صبح و شب
- پماد آن در آلرژی پوستی و هر نوع تحریک پوستی مفید است.

## روش استفاده دارویی
- به صورت دم کرده: با دم کردن یک قاشق چایخوری از پودر گیاه را دریک استکان آب جوش
- تهیه تنطور

## گونه‌ها
- گل مینای چشم‌گاوی Leucanthemum vulgare
- Leucanthemum adustum
- Leucanthemum aligulatum
- Leucanthemum aragonense
- Leucanthemum atratum
- Leucanthemum burnatii
- Leucanthemum catalaunicum
- Leucanthemum chloroticum
- Leucanthemum coronopifolium
- Leucanthemum corsicum
- Leucanthemum cuneifolium
- Leucanthemum discoideum
- Leucanthemum gaudinii
- Leucanthemum glaucophyllum
- Leucanthemum gracilicaule
- Leucanthemum graminifolium
- Leucanthemum halleri
- Leucanthemum heterophyllum
- Leucanthemum illyricum
- Leucanthemum ircutianum
- Leucanthemum lacustre
- Leucanthemum latifolium
- Leucanthemum lithopolitanicum
- Leucanthemum maestracense
- Leucanthemum maximum
- Leucanthemum meridionale
- Leucanthemum minimum
- Leucanthemum monspeliense
- Leucanthemum montserratianum
- Leucanthemum pachyphyllum
- Leucanthemum pallens
- Leucanthemum platylepis
- Leucanthemum rohlenae
- Leucanthemum rotundifolium
- Leucanthemum sibiricum
- Leucanthemum subglaucum
- Leucanthemum superbum
- Leucanthemum sylvaticum
- Leucanthemum tridactylites
- Leucanthemum virgatum
- Leucanthemum visianii
- Leucanthemum vulgare

## نگارخانه

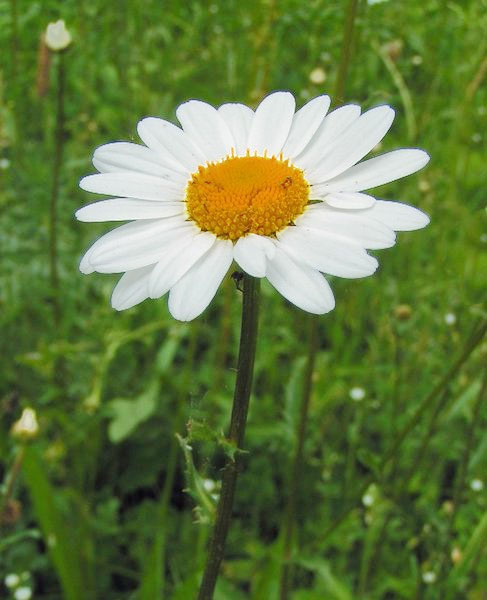
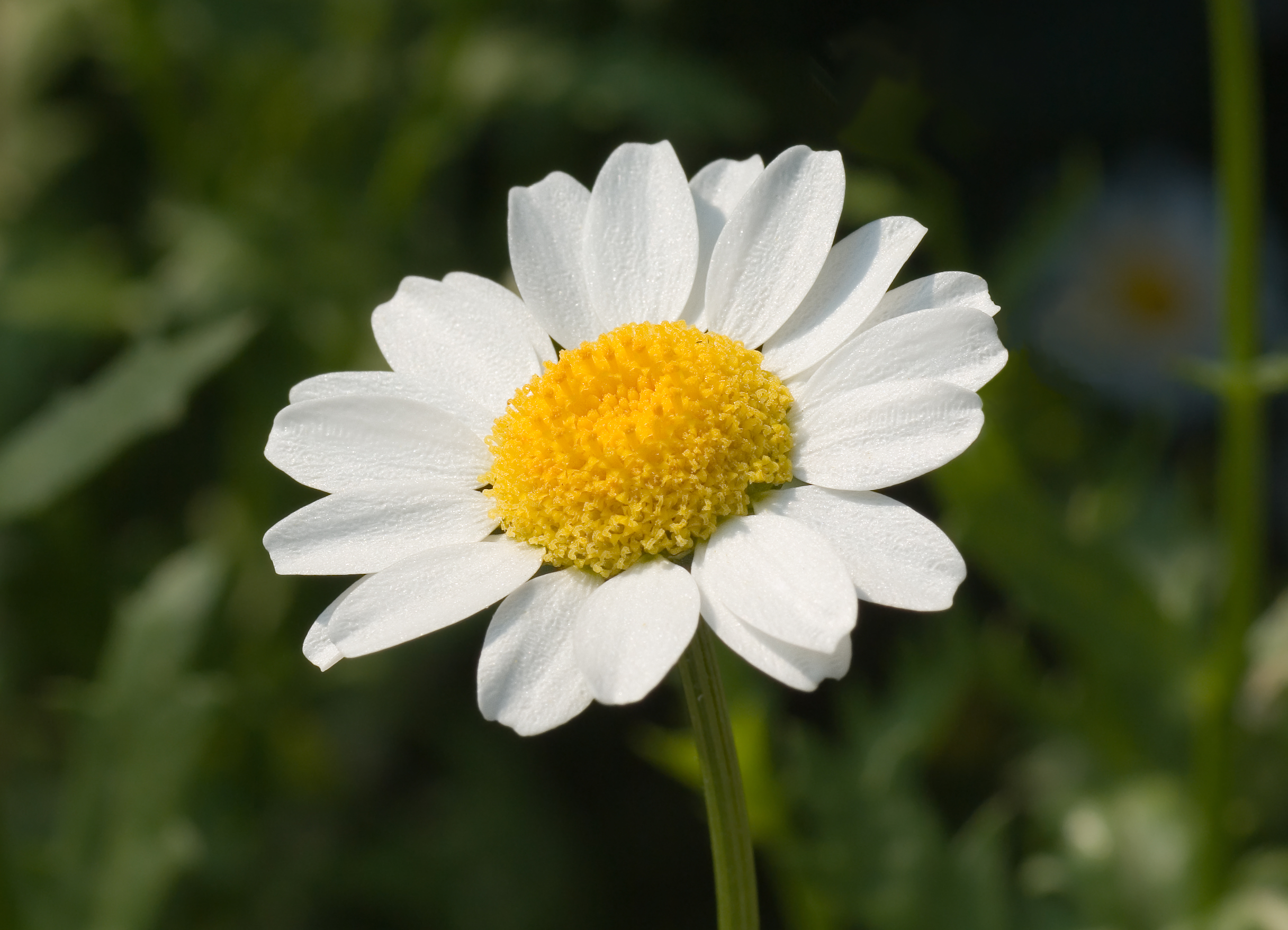
Leucanthemum paludosum
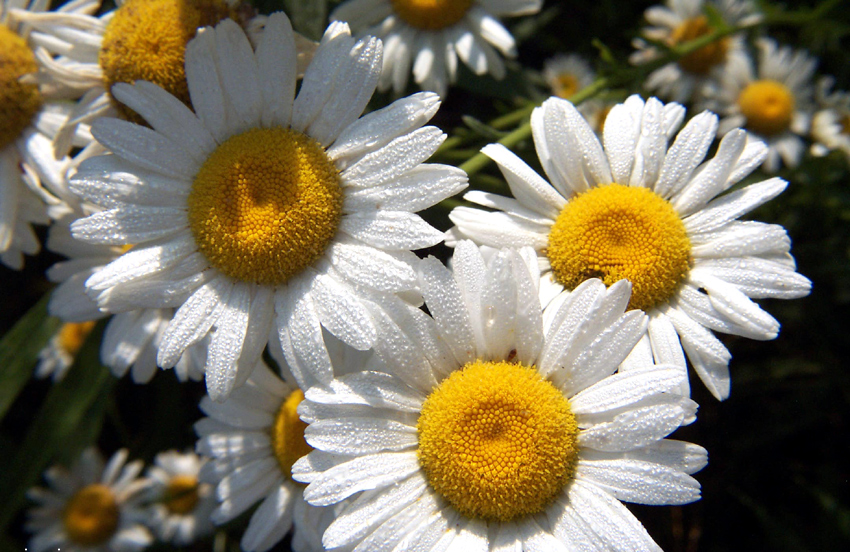
Leucantheum vulgare